# Luci Baines Johnson
Luci Baines Johnson Turpin (Washington, 2 de julho de 1947) é uma empresária e filantropa americana. Ela é a filha mais nova do presidente dos Estados Unidos Lyndon B. Johnson e sua esposa, a ex- primeira- dama Bird Johnson. 

## Primeiros anos
Nascida em Washington, DC, Johnson tem uma irmã mais velha, Lynda Bird. O primeiro nome de Johnson foi originalmente escrito "Lucy"; ela mudou a grafia na adolescência como protesto contra seus pais. Como seus pais tinham as iniciais LBJ, eles nomearam suas duas filhas para que também tivessem essas iniciais. Embora seu pai fosse membro da Igreja Cristã (Discípulos de Cristo), sua mãe era episcopal, e ela e sua irmã mais velha, Lynda Bird, foram criadas como episcopais. Johnson se converteu ao catolicismo romano aos dezoito anos, quando solicitou e recebeu o batismo condicional. Johnson foi batizada com água e em nome da Trindade aos cinco meses de idade por um sacerdote episcopal em Austin, Texas. Seu rebatismo causou protestos de figuras importantes da Igreja Episcopal, que chegaram às manchetes, já que o ensino católico romano não exige que os convertidos que já foram batizados recebam o batismo uma segunda vez.
Ela tinha dezesseis anos quando o presidente John F. Kennedy foi assassinado em Dallas em 22 de novembro de 1963. Johnson ouviu falar do assassinato enquanto assistia a uma aula de espanhol na National Cathedral School. Ela não sabia se seu pai também havia se ferido, mas percebeu que ele havia sido juramentado como o 36º presidente dos Estados Unidos quando agentes do serviço secreto apareceram no campus de sua escola algumas horas depois. Mais tarde, ela frequentou a Escola de Enfermagem e Estudos de Saúde da Universidade de Georgetown, mas desistiu em 1966, pois a escola proibia estudantes casados (Johnson casou-se com seu primeiro marido em agosto de 1966).

## Carreira

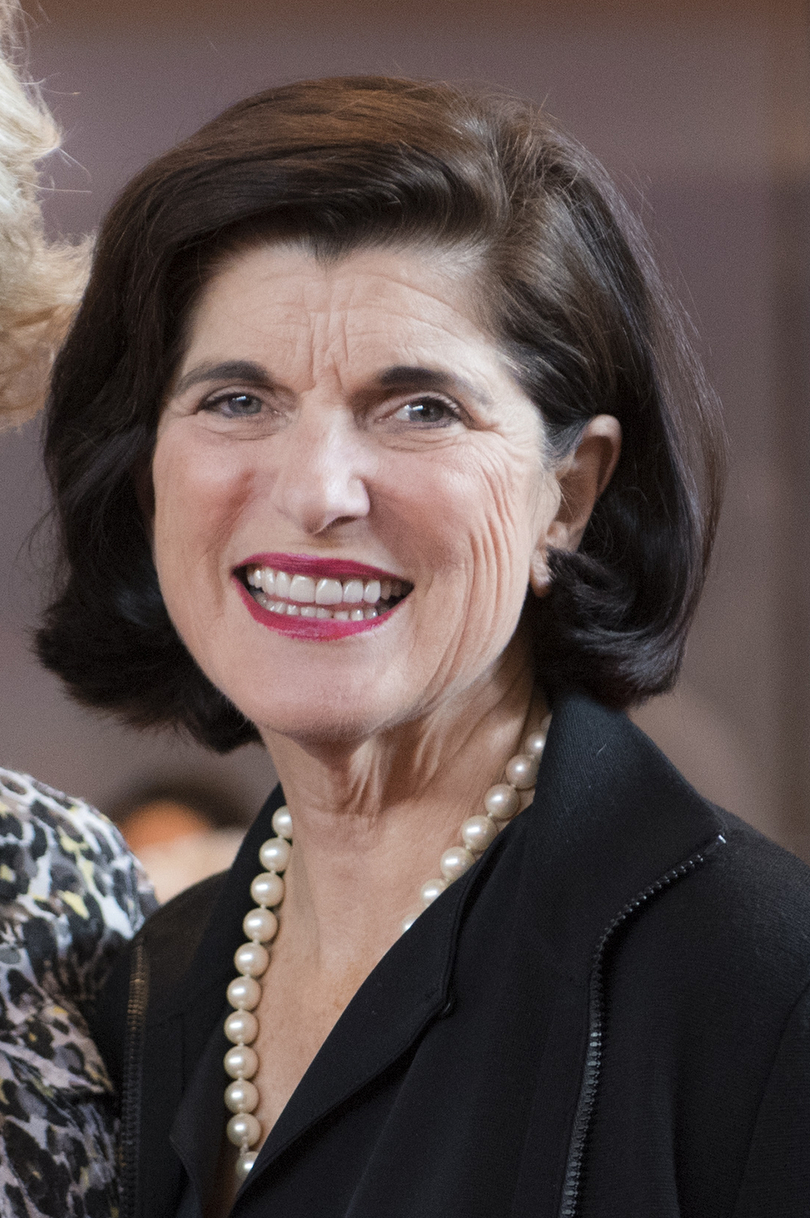

Desde 1993, Johnson é presidente do conselho e gerente da LBJ Asset Management Partners, um family office, bem como presidente do conselho da BusinesSuites, uma operadora nacional de suítes executivas, que ela fundou junto de seu marido em 1989. Ela recebeu um BLS em Comunicação da St. Edward's University em 1997. 
Ela faz parte do Conselho de Administração da Fundação LBJ e atuou em vários conselhos cívicos, levantando fundos para o The Lady Bird Johnson Wildflower Center e a American Heart Association, atuando como curadora da Universidade de Boston e como membro do conselho consultivo da o Centro para Mulheres Maltratadas.

## Vida pessoal

### Casamentos e filhos

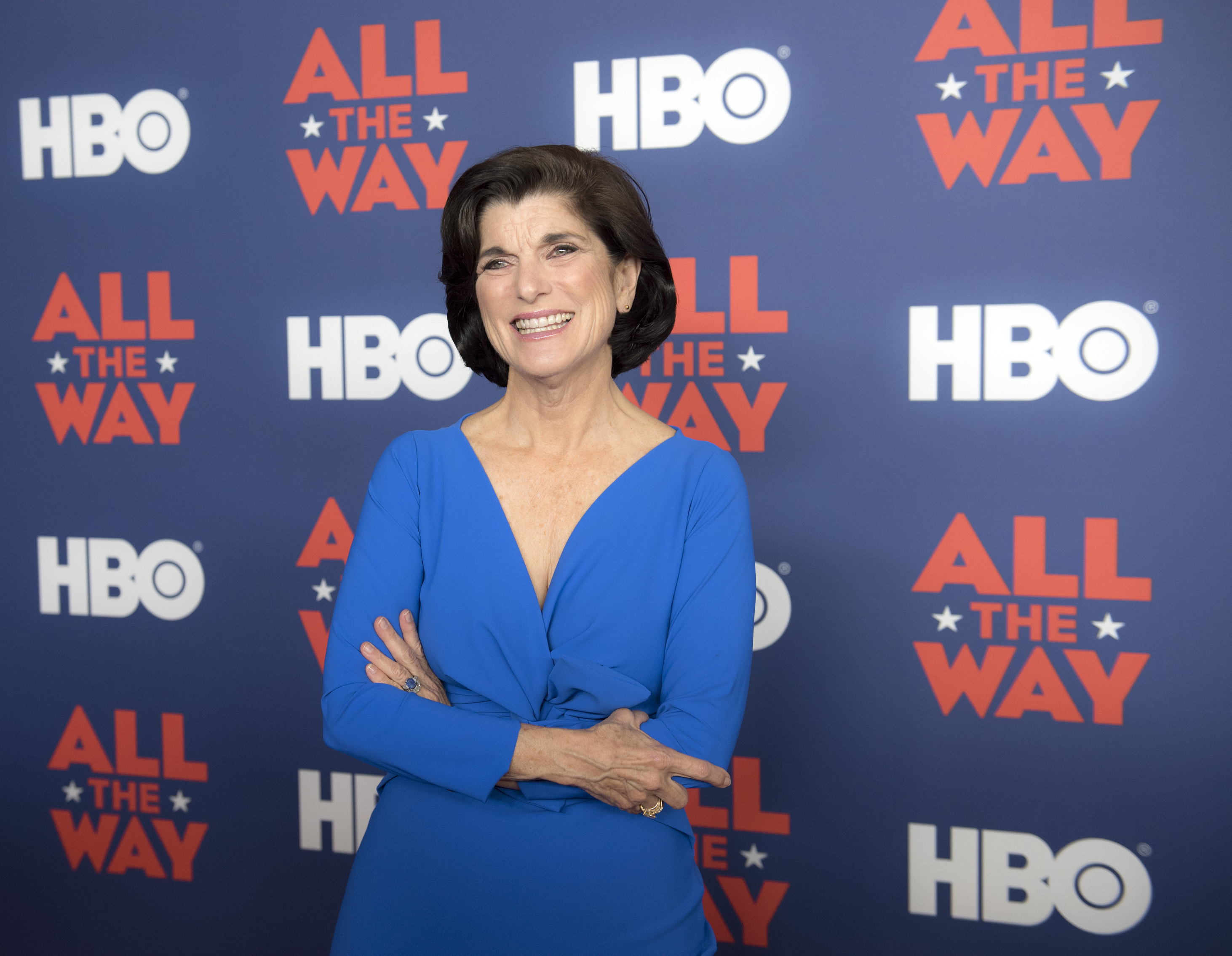
Johnson na estreia do filme All the Way na Biblioteca Presidencial LBJ em 2016

Em 6 de agosto de 1966, Johnson casou-se com o Guarda Aéreo Nacional Patrick John "Pat" Nugent na frente de 700 convidados na Basílica do Santuário Nacional da Imaculada Conceição em Washington, DC. O casamento foi transmitido pela televisão (atraindo 55 milhões de espectadores) e foi apresentado na capa da revista Life em 19 de agosto de 1966.
Eles tiveram quatro filhos: Patrick Lyndon (nascido em 1967), agora advogado e piloto em San Antonio; Nicole Marie (nascida em 1970); Rebekah Johnson (nascida em 1974); e Claudia Taylor Nugent (nascida em 1976). O casal se divorciou posteriormente, e o casamento foi anulado pela Igreja Católica em agosto de 1979.
Em 3 de março de 1984, ela se casou com Ian J. Turpin (nascido em 1944), um financista canadense nascido na Escócia; ele é presidente da LBJ Asset Management Partners na LBJ Ranch. Por meio desse casamento, ela tem um enteado.

### Problemas de saúde
Em abril de 2010, Johnson foi diagnosticada com síndrome de Guillain-Barré (também conhecida como paralisia de Landry), uma doença auto - imune que afeta o sistema nervoso periférico. Ela foi levada para a Clínica Mayo em Rochester, Minnesota, para começar o tratamento. Johnson voltou para Austin em maio de 2010. Seu médico chamou seu caso de "menos grave do que o normal" e ela experimentou uma recuperação completa.